# Jessica Mauboy
Jessica Hilda Mauboy (Darwin, Território do Norte, Austrália, 4 de agosto de 1989) é uma cantora australiana, mais conhecida pela sua participação no Ídolos Austrália em 2006 e por ter feito o papel de Julie McCrae no file The Sapphires. Também representou seu país, a Austrália, no Festival Eurovisão da Canção de 2018.
Lançou em abril de 2019 o single little things.

## Discografia
Álbuns de Estúdio
| Álbum         | Detalhes do Álbum                                                                                            | Melhores posições | Certificações      |
| Álbum         | Detalhes do Álbum                                                                                            | AUS               | Certificações      |
| ------------- | --- | ----------------- | ------------------ |
| Been Waiting  | - Lançamento: 17 de novembro de 2008 - Formato(s): CD, digital download - Gravadora(s): Sony Music Australia | 11                | - ARIA: 2× Platina |
| Get 'Em Girls | - Lançamento: 05 de novembro de 2010 - Formato(s): CD, digital download - Gravadora(s): Sony Music Australia | 6                 | - ARIA: Platina    |
| Beautiful     | - Lançamento: 04 de outubro de 2013 - Formato(s): CD, digital download - Gravadora(s): Sony Music Australia  | 3                 | - ARIA: Platina    |

Álbuns Ao Vivo
| Álbum       | Detalhes do Álbum                                                                                             | Melhores posições | Certificações |
| Álbum       | Detalhes do Álbum                                                                                             | AUS               | Certificações |
| ----------- | --- | ----------------- | ------------- |
| The Journey | - Lançamento: 24 de fevereiro de 2007 - Formato(s): CD, digital download - Gravadora(s): Sony Music Australia | 4                 | - ARIA: Ouro  |

Trilhas Sonoras
| Álbum                                                            | Detalhes do Álbum                                                                                           | Melhores posições | Certificações      |
| Álbum                                                            | Detalhes do Álbum                                                                                           | AUS               | Certificações      |
| ---------------------------------------------------------------- | --- | ----------------- | ------------------ |
| The Sapphires: Original Motion Picture Soundtrack                | - Lançamento: 27 de julho de 2012 - Formato(s): CD, digital download - Gravadora(s): Sony Music Australia   | 1                 | - ARIA: 2× Platina |
| The Secret Daughter: Songs from the Original TV Series           | - Lançamento: 14 de outubro de 2016 - Formato(s): CD, digital download - Gravadora(s): Sony Music Australia | 1                 | - ARIA: Platina    |
| The Secret Daughter Season Two: Songs from the Original 7 Series | - Lançamento: 06 de outubro de 2017 - Formato(s): CD, digital download - Gravadora(s): Sony Music Australia | 2                 | - ARIA: Ouro       |

EPs
| Álbum          | Detalhes do Álbum                                                                                     | Melhores posições |
| Álbum          | Detalhes do Álbum                                                                                     | AUS               |
| -------------- | --- | ----------------- |
| iTunes Session | - Lançamento: 18 de julho de 2004 - Formato(s): digital download - Gravadora(s): Sony Music Australia | 25                |